# Point Cloud Library
A Point Cloud Library (PCL, ou "biblioteca de nuvem de pontos") é uma biblioteca de código aberto com algoritmos para processamento de nuvens de pontos e de geometrias 3D que são usados em visão computacional tridimensional. A biblioteca contém algoritmos para estimativa de características, reconstrução de superfícies, registro de imagem, ajuste de curvas e segmentação. Ela é escrita em C++ e distribuída sob a licença BSD.
Estes algoritmos têm sido usados, por exemplo, na percepção em robótica para filtrar dados ruidosos, unir várias nuvens de ponto, segmentar partes relevantes de uma cena, extrair pontos chave e calcular descritores de reconhecer objetos no mundo com base em sua aparência geométrica, e criar superfícies a partir de nuvens de pontos e visualizá-las..

## História
O desenvolvimento da Point Cloud Library começou em março de 2010, na Willow Garage. O projeto inicialmente residia em um sub-domínio da Willow Garage, e mais tarde mudou-se para um novo site, www.pointclouds.org, em Março de 2011. O primeiro lançamento oficial da PCL (Versão 1.0) veio dois meses depois, em maio de 2011.

## Módulos
PCL é dividida em um número de bibliotecas modulares: filtros, pontos-chave, características, registro, kdtree, octree, segmentação, consenso de amostras, superfície, reconhecimento, entrada e saída, e visualização.